# Västervik
Västervik est une ville de Suède, chef-lieu de la commune de Västervik dans le comté de Kalmar. 20 694 personnes y étaient dénombrées en 2005.
C'est la ville natale de l'ancien no 1 mondial de tennis Stefan Edberg, de l'écrivain Ellen Key, du musicien Björn Ulvaeus (membre du groupe ABBA),de la chanteuse Alice Babs et du grand magicien cartomane Lennart Green. 